# Anthony Modderman
Anthony Ewoud Jan Modderman (født 27. september 1838 i Winschoten, død 7. august 1885 i Haag) var en hollandsk jurist og liberal politiker.
Modderman blev juridisk kandidat 1859, juridisk doktor 1863, advokat samme år, 1864 professor i Amsterdam, samt i Leiden i 1870, 1879 justitsminister, 1883 statsminister (ikke at forveksle med ministerpræsident) og 1885 repræsenterede han Hoge Raad der Nederlanden (Højesteret). Han debuterede med skriftet De hervorming onzer strafwetgeving (1863), der var kritisk-historisk, mens universitetstalen Straf – geen kwaad (1864) blev oplæst i et mere dagligdags sprogbrug, hvilket også i skriftlig form gjorde sig gældende med De methode der wetenschap van het strafrecht (1871) og De eenheid der wetenschap en het recht van het ideaal (1879). Han repræsenterede den hollandske straffelovskommission af 28. september 1870 og er ophavsmand til den hollandske straffelov af 3 marts 1881, ét af de fremmeste lovkomplekser på daværende tidspunkt. Speciel stor opmærksomhed vakte hans tale i Generalstaternes andetkammer den 2. oktober 1880, som rettede sig mod dødsstraf og som sidenhen blev oversat til flere sprog.